# Furcula nicetia
Furcula nicetia är en fjärilsart som beskrevs av William Schaus 1928. Furcula nicetia ingår i släktet Furcula och familjen tandspinnare. Inga underarter finns listade i Catalogue of Life.